# Peak Island (Nunavut)
Peak Island – niezamieszkana wyspa w Zatoce Frobishera, w Archipelagu Arktycznym, w regionie Qikiqtaaluk, na terytorium Nunavut, w Kanadzie. W pobliżu Peak Island położone są wyspy: Culbertson Island, Low Island, Mark Island, McAllister Island i Precipice Island.